# Эгвив
Эгви́в (фр. Ayguesvives, окс. Aigas Vivas) — коммуна во Франции, находится в регионе Юг — Пиренеи. Департамент — Верхняя Гаронна. Входит в состав кантона Монжискар. Округ коммуны — Тулуза.
Код INSEE коммуны — 31004.

## География

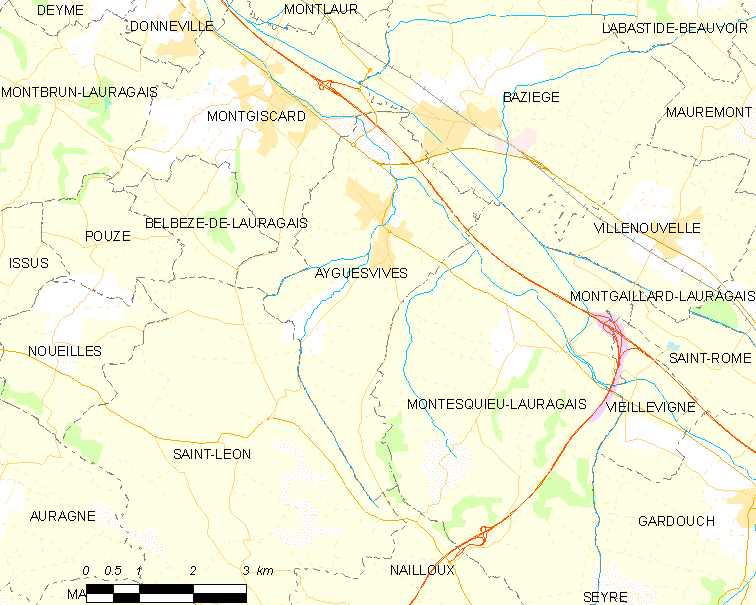
Карта коммуны

Коммуна расположена приблизительно в 610 км к югу от Парижа, в 23 км к юго-востоку от Тулузы.
На северо-востоке коммуны проходит Южный канал.

## Климат
Климат умеренно-океанический. Зима мягкая и снежная, весна характеризуется сильными дождями и грозами, лето сухое и жаркое, осень солнечная. Преобладают сильные юго-восточные и северо-западные ветры.

## Население
Население коммуны на 2010 год составляло 2373 человека.
| 1962 | 1968 | 1975 | 1982 | 1990 | 1999 | 2010 |
| ---- | ---- | ---- | ---- | ---- | ---- | ---- |
| 515  | 876  | 1218 | 1261 | 1523 | 1813 | 2373 |

## Администрация
| Период | Период | Фамилия       | Партия                  | Примечания |
| ------ | ------ | ------------- | ----------------------- | ---------- |
| 2001   | 2008   | Ален Бертелли | Социалистическая партия |            |
| 2008   | 2020   | Жак Оберти    | Социалистическая партия |            |

## Экономика
В 2010 году среди 1550 человек трудоспособного возраста (15—64 лет) 1200 были экономически активными, 350 — неактивными (показатель активности — 77,4 %, в 1999 году было 75,5 %). Из 1200 активных жителей работали 1111 человек (568 мужчин и 543 женщины), безработных было 89 (47 мужчин и 42 женщины). Среди 350 неактивных 168 человек были учениками или студентами, 115 — пенсионерами, 67 были неактивными по другим причинам.

## Достопримечательности
- Замок Эгвив (XVIII век)
- Водный мост через Южный канал (1687 год). Исторический памятник с 1998 года[4]
- Парный шлюз Санглье на Южном канале (1752 год). Исторический памятник с 1998 года[5]

## Фотогалерея

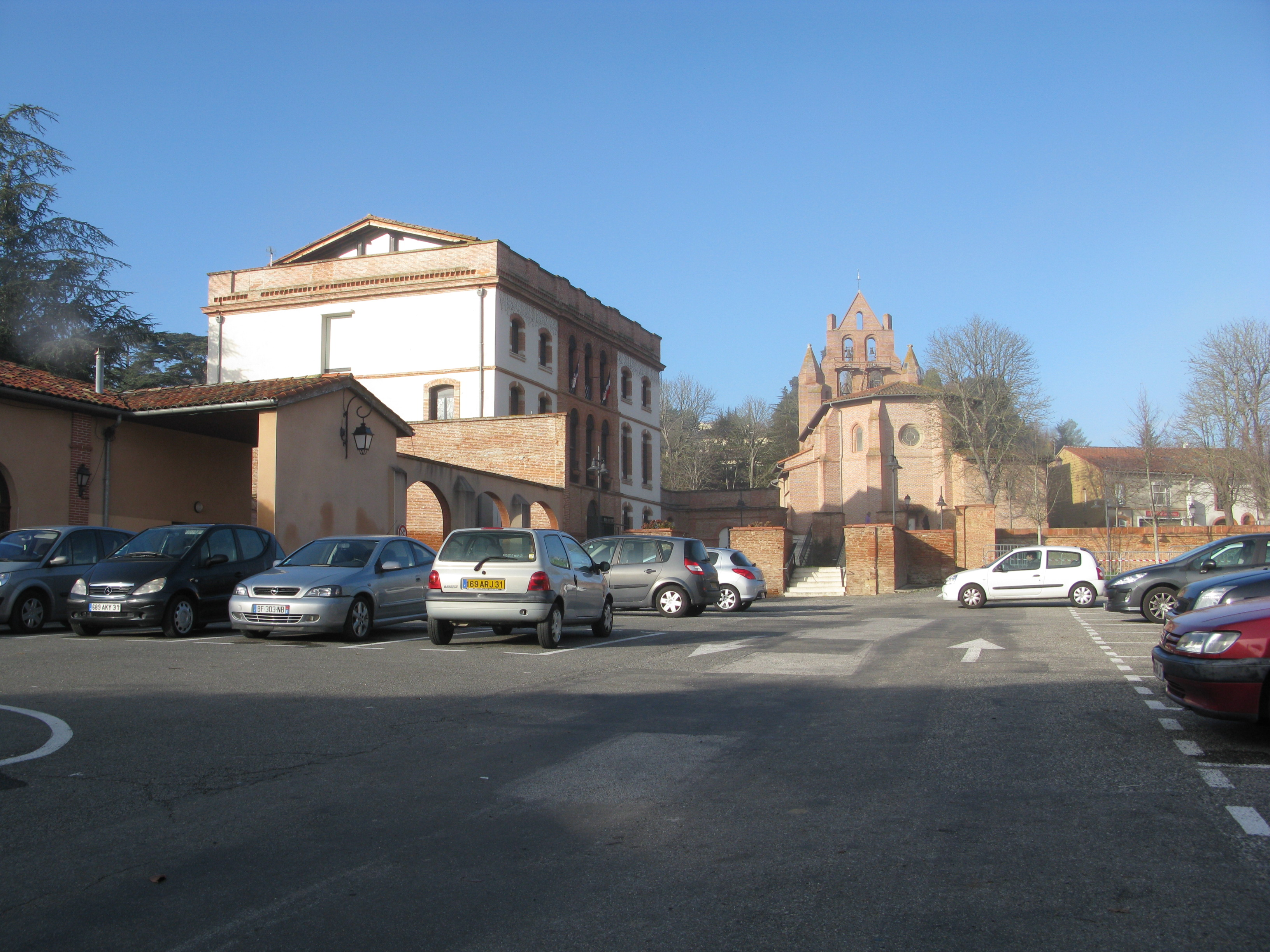
Эгвив
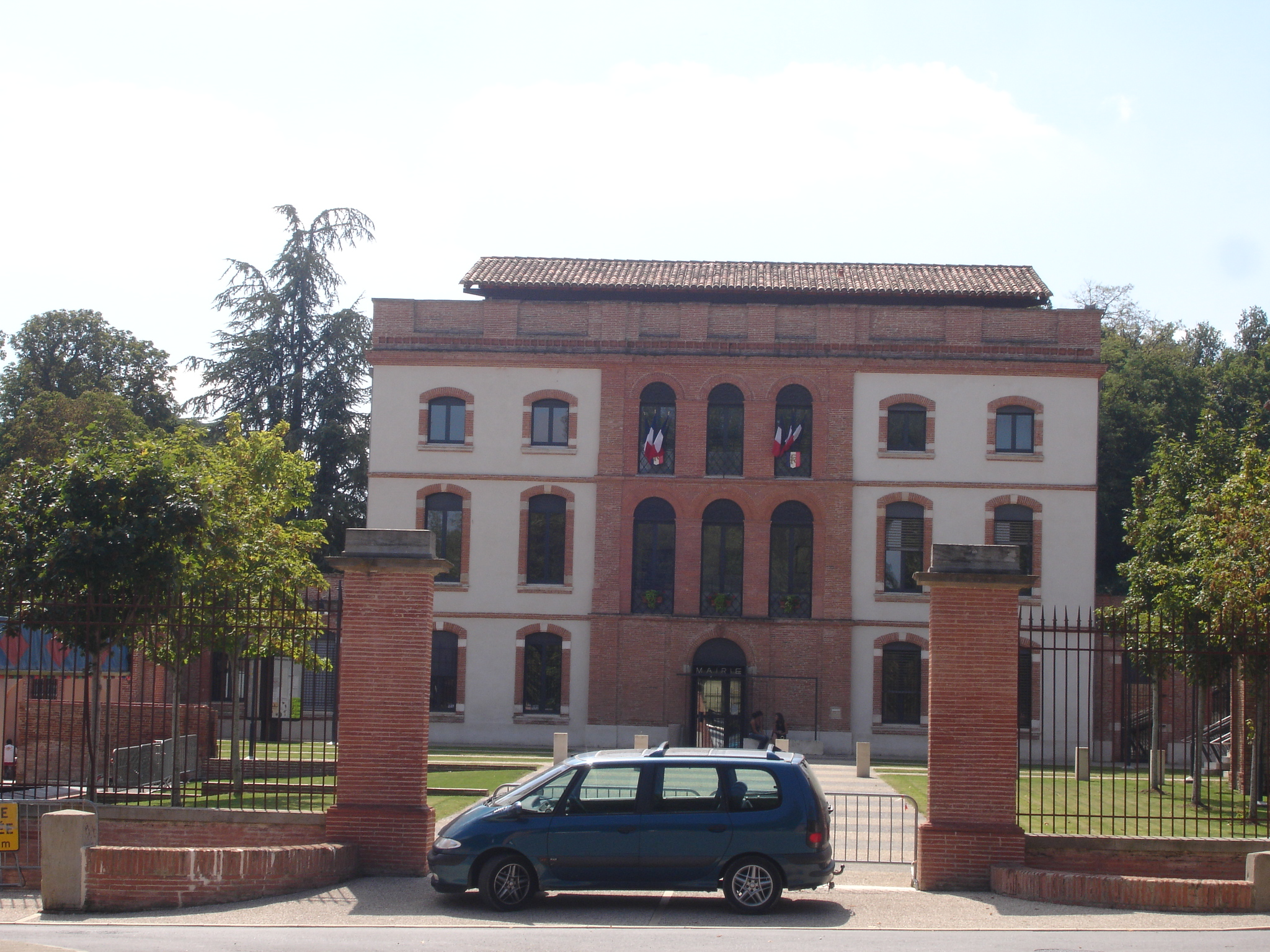
Мэрия
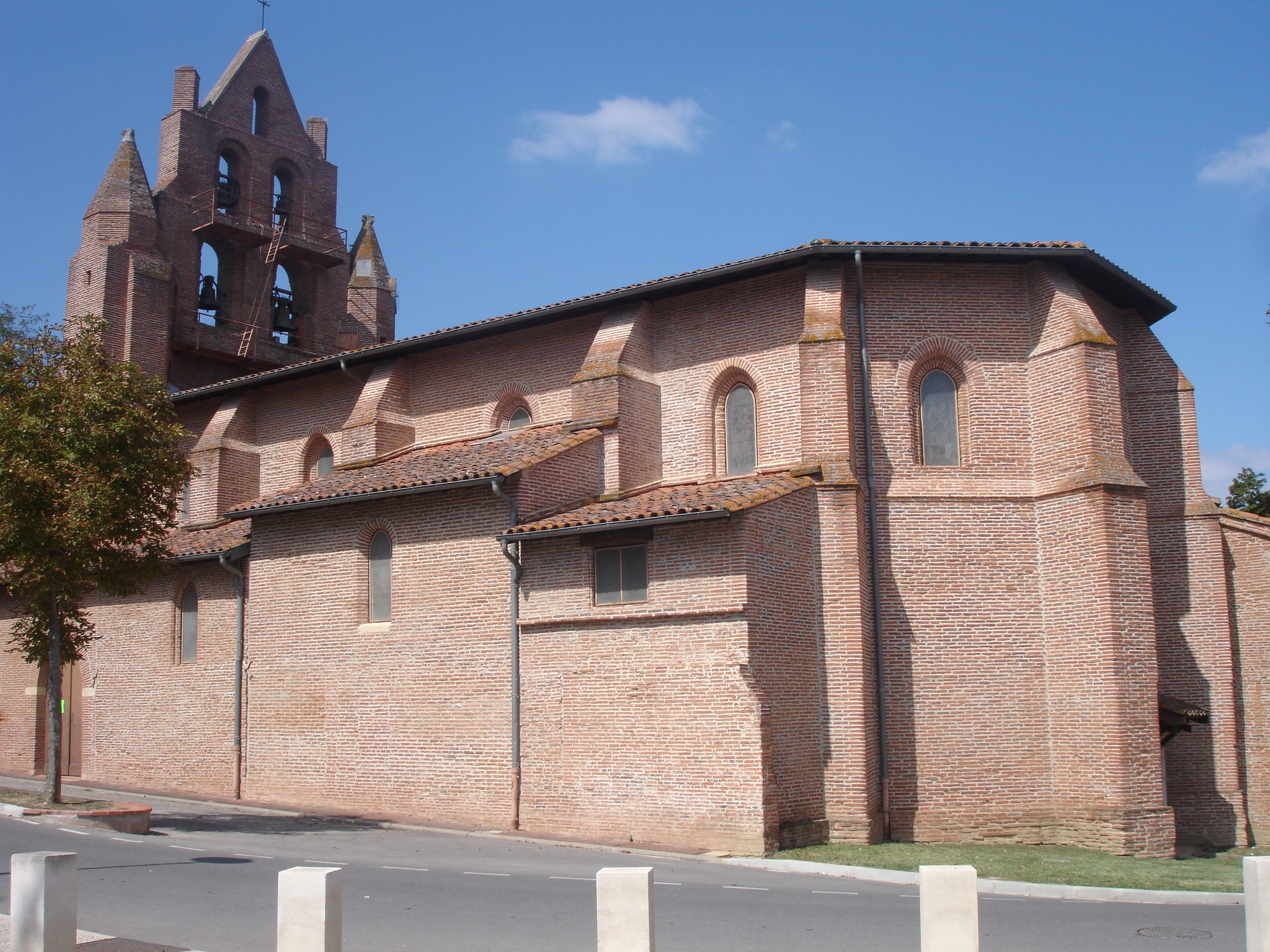
Церковь
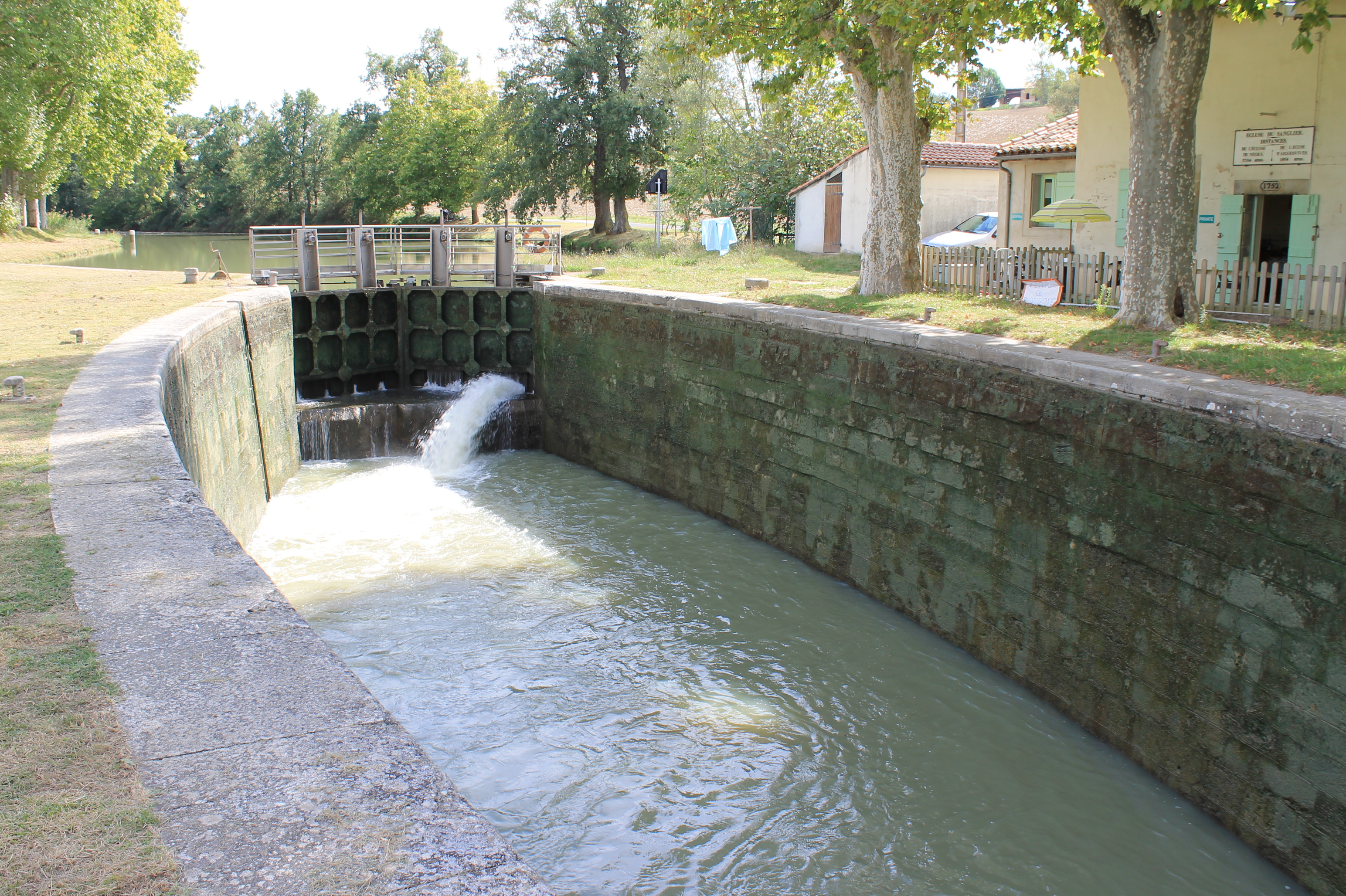
Южный канал
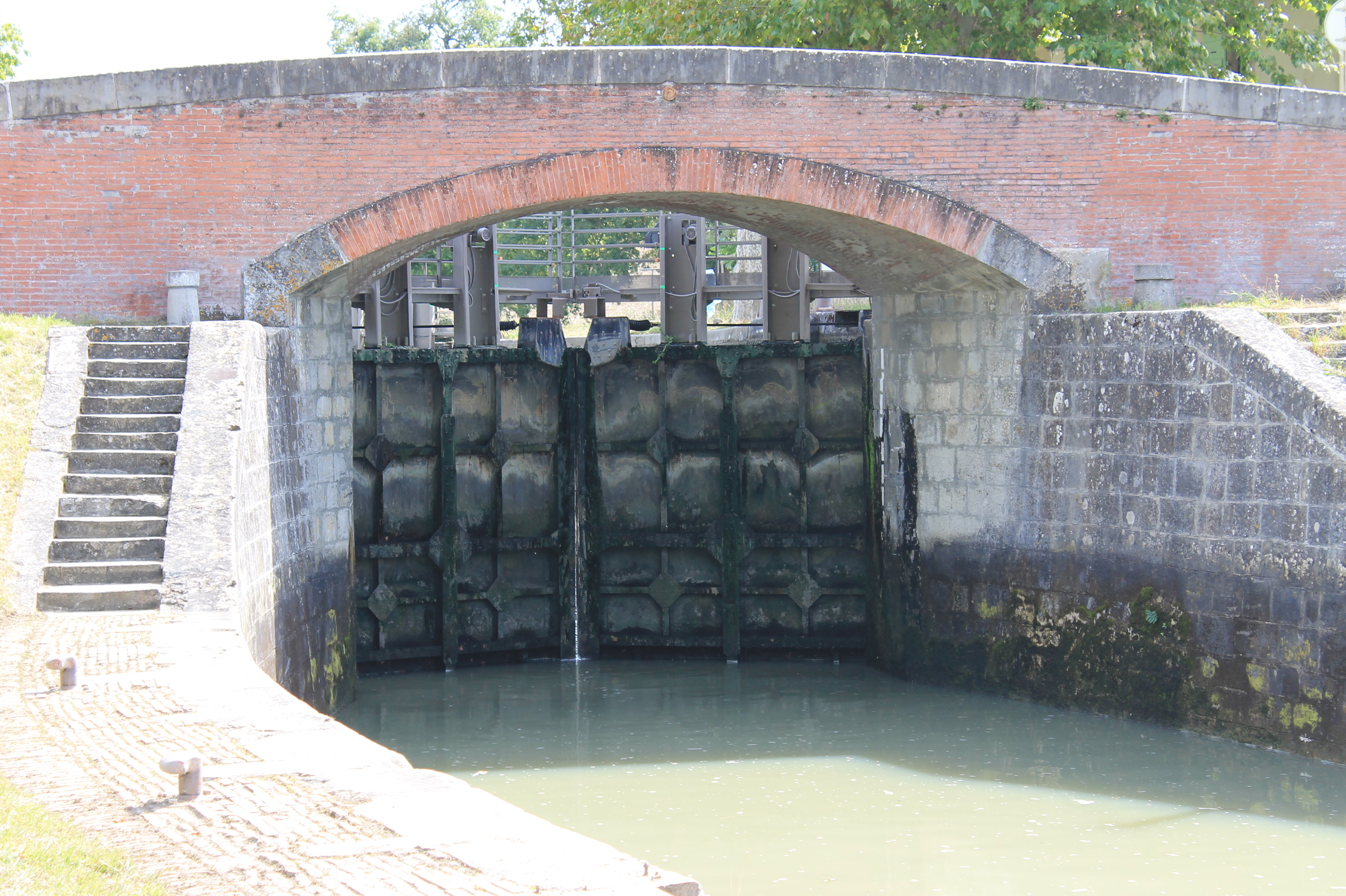
Парный шлюз Санглье